# Borderland
「Borderland」（ボーダーランド）は、川田まみの12枚目のシングル。2012年5月30日にジェネオン・ユニバーサルから発売された。

## 概要
初回限定盤（GNCV-0031）と通常盤（GNCV-0032）の2種類がリリースされ、前者には「Borderland」のミュージック・ビデオとその撮影風景を収めたメイキング映像を収録したDVDが付属されている。

表題曲の「Borderland」は、テレビアニメ『ヨルムンガンド』のオープニングテーマとして制作された楽曲である。同楽曲はカップリング曲と共に、発売前の2012年5月25日に超!A&G+で放送された特別ラジオ番組『RADIO RONDOROBE特番 ／川田まみ「Borderland」』にて初オンエアされた。また、2012年4月11日より各配信サイトにてTVサイズの着うたが先行配信されている。

タイトルの「Borderland」とは、英語で「国境」「どっちつかずの領域」の意。川田はこの楽曲について、作中のキャラクターである武器商人のココとヨナに自らの思いを重ねながら歌詞を書いたと語っており、制作にかなり苦労した楽曲であるという。

編曲にクレジットされている“高中崎伴武矢”とは、I'veのサウンドプロデューサーである高瀬一矢、中沢伴行、尾崎武士の3人からなるアレンジ・ユニットであり、川田の2ndアルバム『SAVIA』の収録曲「intron tone」にクレジットされていた「TAKANAKAZAKI」のフルネームである。高瀬が川田のシングル表題曲の制作に携わるのは4thシングルの「Get my way!」以来となる。また、PVではセットの中でエレクトリック・ギターを弾く川田の姿が映っており、川田がPVの中でギターを弾くのも「Get my way!」以来である。

## 収録曲
1. Borderland [3:42]
作詞：川田まみ／作曲：中沢伴行／編曲：高中崎伴武矢（高瀬一矢・中沢伴行・尾崎武士）
  - テレビアニメ『ヨルムンガンド』オープニングテーマ
2. Angel // resident of the nightmare [5:25]
作詞：川田まみ／作曲・編曲：高瀬一矢
3. Borderland -instrumental-
4. Angel // resident of the nightmare -instrumental-